# Guillaume de Löwenstein-Wertheim-Freudenberg
Guillaume de Löwenstein-Wertheim-Freudenberg, est un aristocrate allemand, prince du Löwenstein-Wertheim-Freudenberg né le 19 mars 1817 à Stuttgart et décédé le 10 mars 1887 à Karlsruhe. Il est prince de 1861 à sa mort.

## Biographie
Wilhelm naît le 19 mars 1817 à Stuttgart en tant que fils aîné du prince Wilhelm de Löwenstein-Wertheim-Freudenberg (1783-1847) et de son épouse Dorothée Christine von Kahlden (1791-1860). Il reçoit une éducation humaniste de la part de professeurs privés et étudie les sciences à l'université de Bonn. Il étudie également le droit, l'économie politique, la philosophie et l'histoire de l’art. À cette époque d'études, il est ami avec le prince Albert de Saxe-Cobourg-Gotha, qui deviendra le mari de la reine Victoria.
En 1861, Wilhelm devient le prince régent du Löwenstein-Wertheim-Freudenberg après la mort de son prédécesseur le prince Adolf.
Le 20 avril 1852, Wilhelm épouse la comtesse Olga Clara de Schönburg-Glauchau (1831-1868) à Pillnitz. Elle est la fille de Karl Heinrich Alban Graf und Herr von Schönburg-Forderglauchau (1804-1864) et de son épouse, la comtesse Amélie de Jension-Walworth, la plus jeune fille du comte Franz von Jenison-Walworth. Avant le décès de sa première femme en 1868, ils ont ensemble neuf enfants : 
1. Ernest Alban Ludwig, prince du Löwenstein-Wertheim-Freudenberg (1854-1931), qui épouse Wanda, comtesse de Wylich et Lottum, plus jeune fille de Wilhelm Malte II (de)[3].
2. Alfred (1855-1925), qui épouse Pauline, comtesse de Reichenbach-Lessonitz, fils de Wilhelm, comte de Reichenbach-Lessonitz, le plus jeune fils de Guillaume II de Hesse-Cassel[3].
3. Vollrath (1856-1919)[3].
4. Karl (1858-1928)[3].
5. Friedrich Ernst Ludwig (1860-1920), qui épouse Hedwig Aloysia Muller, fille d'Anton Muller[3].
6. Marie (1861-1941), qui épouse Friedrich de Lippe-Biesterfeld[3].
7. Wilhelm Gustav Ludwig (1863-1915), qui épouse sa cousine, Louise baronne de Fabrice, fille de Bernhard de Fabrice et Ida, comtesse de Schönburg-Glauchau[3].
8. Ludwig (1864-1899), qui épouse Anne, fille de John Savile, 4e comte de Mexborough[4],[5].
9. Adele (1866-1890), qui épouse Gustav, baron de Kirland en 1855[3].

Après la mort de sa première femme, il se remarie avec Bertha Hagen (1845-1895). Le 10 mars 1887, il décède à l'âge de 69 ans.

## Récompenses et décorations
- 1847 :  Chevalier d'honneur de l'ordre protestant de Saint-Jean[6].
- 1864 :  Chevalier grand-croix de l'ordre du Lion de Zaeringen[7].
- 1867 :  Chevalier de Ire classe de l'ordre de l'Aigle rouge[6].